# Elisabeth Breuer
Elisabeth Breuer, auch Elisabeth Breuer-Rechberger, (* 1984) ist eine österreichische Opernsängerin (Sopran). 

## Leben
Elisabeth Breuer wuchs in Haus im Ennstal auf. Nach der Matura am musischen Zweig des Stiftsgymnasiums Admont studierte sie an der Universität für Musik und darstellende Kunst Graz bei Elisabeth Batrice Gesang. 2008 sang sie die weibliche Hauptrolle in der Uraufführung von Romeo+/-Julia von Jörg Ulrich Krah am Schauspielhaus Wien.
Elisabeth Breuer ist mit dem Musiker Clemens Rechberger verheiratet.

### Oper
In der Uraufführung der Oper Kaspar H. von Balduin Sulzer an den Kammerspielen des Landestheaters Linz sang sie die Clara. Von 2009 bis 2016 war sie festes Mitglied des Opernensembles am Landestheater Linz, wo sie unter anderem die Gretel in Hänsel und Gretel, Norina in Don Pasquale, Despina in Così fan tutte, Anne Frank in Das Tagebuch der Anne Frank von Grigori Frid und die Adele in der Fledermaus sang. 
Im Herbst 2016 debütierte sie am Teatro Lirico di Cagliari als Donna Fulvia in La pietra del paragone, am Teatro San Carlo in Der Zwerg von Alexander Zemlinsky und an der Oper Köln als Christel im Vogelhändler. 2019 sang sie mit dem L’Orfeo Barockorchester bei den Donaufestwochen in der Oper L’incontro improvviso von Joseph Haydn die Rolle der Rezia.

### Konzertsängerin
Als Konzertsängerin widmet sie sich Werken des Barock, der Wiener Klassik und dem Liedgesang und trat unter anderem mit dem Gewandhausorchester Leipzig, der Sächsischen Staatskapelle Dresden, dem Schwedischen Radiosymphonieorchester, dem Concentus Musicus Wien, dem Bruckner Orchester Linz, dem L'Orfeo Barockorchester und dem Wiener Concert-Verein auf. Im Dezember 2017 trat sie beim Adventskonzert des Dresdner Kreuzchores im DDV-Stadion auf.
Im Dezember 2018 gab sie ihr Debüt in der Elbphilharmonie, wo sie mit dem Zürcher Kammerorchester unter Christoph Israel und Heike Makatsch (Rezitation & Gesang) in „Ein Wintermärchen“ zu erleben war.

## Auszeichnungen
- 2013: Österreichischer Musiktheaterpreis – Nominierung in der Kategorie Beste Weibliche Nebenrolle für ihre Darstellung der Constance in Dialogues des Carmélites[11][12]
- 2013/14: Jungensemble-Preis der Freunde des Linzer Musiktheaters[13]
- 2016: Wahl zum Publikumsliebling der Saison 2015/16 der Linzer Musiktheater-Besucher und Richard-Tauber-Medaille der Freunde des Linzer Musiktheaters[14][15]

## Diskografie
- 2009: Im Anfang war das Wort: Oratorium = In the beginning was the word, Gesamtaufnahme in deutscher Sprache, Komponist und Dirigent Lorenz Maierhofer, Canto Loma, Helbling, Rum/Esslingen
- 2019: Ludwig van Beethoven: Egmont = Musik zu Goethe's Trauerspiel Egmont, op. 84, Dirigent Aapo Häkkinen, Helsinki Baroque Orchestra, Ondine Oy, Helsinki
- 2022: Antonio Vivaldi: Serenata a tre RV 690, mit Sonia Tedla, Alessio Tosi und dem Ensemble Modo Antiquo unter Federico Maria Sardelli, Glossa[16]